# Flori – und Träume werden Wirklichkeit
Flori – und Träume werden Wirklichkeit ist ein Musical des Komponisten Thomas Schwab. Es feierte im Jahr 1996 in der Mosellandhalle Bernkastel-Kues Premiere und wurde bis zum Sommer 1998 regelmäßig im Trierer Raum aufgeführt. Das Musical wurde von knapp 100.000 Zuschauern gesehen.

## Handlung
Die gute Waldfee Santana ist die Beschützerin allen Lebens. Sie hütet die Geheimnisse des Lebens und der Liebe, beschützt die Natur und schenkt der Welt Phantasie und Wärme. Jahrtausende gehen vorüber.
Bald jedoch greift der böse König Malin (gespielt von David Moore) nach der Welt. Seine grausame Dienerin, das SCHWARZE GEFÜHL (Simone Clemens), zieht umher, raubt Gefühle und verbreitet dadurch Verwüstung und Verderben. Immer mehr Menschen werden herzlos und kalt. Sie zerstören ihre Umwelt und treten das Leben von anderen Menschen, Tieren und Pflanzen mit Füßen.
Santana fühlt, wie schlimm es um die Welt steht, und sendet einen kleinen Jungen zur Rettung aus. Der Junge heißt Flori und hat einen großen Traum: Er möchte zu gerne einen kleinen Bruder oder eine Schwester haben. Santana weiß, dass die Macht eines Traums mit keiner anderen Energie zu vergleichen ist, und dass Flori mit seiner Liebe und Phantasie das Böse vernichten kann. So macht sich der Junge auf, um die Welt vor dem endgültigen Gefühlstod zu bewahren. Er bittet seinen Freund Richi, mit ihm zu kommen. Aber Richi spielt lieber mit dem Computer, als ein richtiges Abenteuer zu erleben. Der weise Fuchs Siegbert und die kranken Bäume versuchen vergeblich, Richi vor den Gefahren der Gefühllosigkeit. Flori muss ohne seinen Freund weiterziehen, doch er ist nicht allein.
Die Kunde von seiner Aufgabe eilt ihm voraus. So begegnet er dem lebenslustigen Mäuschen Kläuschen, das ihn mit seinen tänzerischen Fähigkeiten beeindruckt, bevor die warmherzige Moorkatze Ondit Flori vor dem SCHWARZEN GEFÜHL beschützt, dass ihn einschüchtern will. Die lustigen Hasen wollen Flori wegen seiner Aufgabe imponieren, haben dabei jedoch kein Glück. Auch die scheuen Rehe begleiten ihn ein Stück auf seinem Weg, jedoch nicht ohne im klarzumachen, dass sie ein schwaches Volk sind, dass es nicht verdient hat, achtlos getötet zu werden.
Nach einiger Zeit weiß Flori nicht mehr, wie er seine Reise fortsetzen soll und beginnt vor Verzweiflung an zu weinen. Sein ROTES GEFÜHL erscheint, singt für ihn und gibt ihm neue Kraft. Doch auch König Malin hat inzwischen von Santanas Plan erfahren und schickt das SCHWARZE GEFÜHL, um Flori zu vernichten. Dieses sieht, wie stark Flori's GEFÜHL ist, legt es in Ketten und nimmt es mit sich. Zunächst ist Flori ratlos, doch in der Nacht erscheint ihm Santana im Traum und beschwört ihn weiterzumachen. Die Suche nach seinen ROTEN GEFÜHL führt ihn direkt zu König Malin, der sich schon als Sieger feiert.
Flori und sein ROTES GEFÜHL treten zum Duell gegen Malin an. Träume werden Wirklichkeit: Die richtigen Worte besiegen die böse Macht, die die Welt bedroht. Santanas Reich ist gerettet, und Flori bekommt endlich seinen Traum erfüllt.

## Titelliste
- Willst du wissen...?(Ouvertüre)
- Computermann
- Ich bin weise
- Auch Bäume kennen Schmerz
- Fühlst du
- Ich könnte tanzen
- Tränenlos
- Sonne
- Wir Hasen sind ´ne lustige Bande
- Aber bitte, tötet uns nicht
- Ich bin dein Gefühl
- Lass mich in dich
- Wo ist der Weg?
- Todesmännertanz
- Du hast kein Herz
- Ohne dich
- Das Duell
- Träume werden Wirklichkeit

## Entstehungsgeschichte
Als Thomas Schwab sein Studium am Conservatoire de Musique in Luxemburg abgeschlossen hatte, reifte im Sommer 1994 die Idee, ein modernes Musical-Märchen zu komponieren. Um sein Stück zu produzieren, gründete er die „Santana Musik Produktion“, die noch heute besteht.
Die Geschichte und Lieder von Schwab’s Erstlingswerk sind geprägt von dem damals starken Raubbau an der Natur und dem schwindenden Lebensraum von Waldtieren durch die Gefühllosigkeit der Menschen. Zwar wird das Stück als „Musical-Märchen“ bezeichnet, aber es enthält bis heute aktuelle Bezüge.

## Aufführungen 1996 – 1998
Im Jahr 1996 wurde Schwabs Musical in der Mosellandhalle Bernkastel-Kues mit Erik Stephens als Regisseur uraufgeführt. Durch eine wachsende Fangemeinde gelang der noch unbekannte Komponist zu erster regionaler Bekanntheit und Anerkennung.
Im Jahr 1997 erfuhr das Musical eine Bearbeitung mit professioneller Hilfe, um es auf lange Zeit erfolgreich zu machen, was sich lohnte: Bis zum Jahresende hatten über 40.000 Besucher das Musical gesehen, die Aufführungen im Jahr 1996 nicht mitgezählt.
Diese Bilanz ermöglichte es dem jungen Kreativteam, eine fünftägige Aufführungsreiche im Rhein-Main-Theater in Niedernhausen zu starten, nachdem das Musical „Sunset Boulevard“ von Andrew L. Webber dort nach 992 Vorstellungen schließen musste. Ein längeres Engagement kam nicht zustande, da es beim Theater und dem dazugehörigen Hotel zu Wechseln auf der Direktionsschiene kam.

## Comeback 2004
Nach einer sechsjährigen Pause feierten Thomas Schwab und sein Team das Comeback ihres Erstlingswerkes in zwei Aufführungen: Am 27. März und am 28. März 2004 wurde eine aufwendige Neuinszenierung in der Arena Trier vor fast 8000 Besuchern gezeigt. Stephens blieb Regisseur des Musicals.

## Comeback 2018
Am 16. März 2018 erfuhr das Musical erneut ein Revival, das fast 2500 Zuschauer sahen.